# Villatobas
Villatobas to miejscowość w Hiszpanii położona na płaskowyżu Stół Okani (Mesa de Ocańa), w regionie Kastylia-La Mancha